# Nicolás González
Nicolás Iván „Nico“ González (* 6. dubna 1998 Belén de Escobar) je argentinský fotbalista, který hraje jako útočník za Juventus, kde je na hostování z Fiorentiny.

## Reprezentační kariéra
V červenci 2019 byl povolán na Panamerické hry v Peru. Během debutu proti Ekvádoru obdržel červenou kartu, zahrál si ale semifinále i finále turnaje. O několik měsíců později ho Lionel Scaloni povolal do seniorské reprezentace. Dne 13. října debutoval proti Ekvádoru.
González vstřelil svůj první gól za seniorskou reprezentaci dne 12. listopadu 2020 v kvalifikaci na Mistrovství světa 2022 proti Paraguayi.
V roce 2021 s Argentinou vyhrál Copu América. Byl povolán na Mistrovství světa 2022, turnaje se ale nezúčastnil kvůli svalovému zranění a nahradil ho Ángel Correa.
V červnu 2024 byl zařazen do 26členné nominace pro Copu América. Ve finále střídal zraněného Messiho.